# Брагин (метеорит)
Брагин (Brahin, бел. Брагін) — палласит (железно-каменный метеорит) общим весом 853 кг.
В 1807—1968 годах найдено (впервые у села Капоренко (Брагинский район), далее у Крюки (Брагинский район) и Колыбань (Брагинский район) 13 экземпляров фрагментов общим весом около 800 кг (предположительно), сохранилось 724 кг.
Синонимы: Крюки (бел. Крукі, Kruki, Krukou); Минск (бел. Мінск, Minsk); Рокицкий (бел. Ракіцкі, Rakicki); Комаринский (бел. Камарынскі, Kamarynski).

## История
Случайно найденный в 1807 году метеорит, который, так же как и Палласово железо, относится к редкому типу железо-каменных метеоритов — к палласитам. Нужно сказать, что под метеоритом Брагин известна целая группа масс, найденных в разное время, но приблизительно в одном и том же районе, причём все массы имеют совершенно одинаковую структуру и состав и различаются только по весу. Поэтому есть все основания считать, что здесь когда-то выпал мощный дождь палласитов.
Первая находка метеорита Брагин была сделана, по видимому, в 1807 году, во всяком случае, не позднее 1809 года. Одновременно было найдено два экземпляра в местности Куцовка, близ деревни Капоренки, ныне Брагинского района. Обе массы были обнаружены крестьянами указанной деревни на песчаных холмах среди болот, на расстоянии «почти ста саженей один от другого».
В конце XIX столетия в полутора десятках километров к западу от первых двух находок и в 2—3 км к востоку от села Круки, того же района, был найден третий экземпляр, весом 182 кг. В начале XX столетия в окрестностях первых двух находок было найдено ещё два экземпляра, из которых один, извлечённый при рытье колодца до глубины 90—106 см, был утерян, а другой сохраняется и до настоящего времени в коллекции Академии Наук.
В 1927 году из деревни Колыбань того же района поступило ещё два образца, весом 543 и 340 г. В 1937 году, в полукилометре к юго-востоку от села Круки, при рытье канавы была обнаружена на глубине 120 см самая крупная из всех найденных масса, весом в 270 кг. Наконец, в 1938 году в 2 км к востоку от деревни Капоренки при копании глины на глубине 30—40 см был обнаружен ещё один метеорит весом 16 кг. Оба последних экземпляра хранились в Институте геологии Белорусской Академии Наук, но были уничтожены немецкими варварами во время оккупации Минска.
Л. Кулик допускал, что на протяжении прошлого столетия в указанном районе было найдено ещё несколько масс, которые были уничтожены или затеряны. ускользнув от регистрации. Вся площадь, на которой были найдены метеориты, вытянута примерно на 15 км в широтном направлении и вдвое — в долготном. Учитывая распределение метеоритов на указанной площади в соответствии с их размерами, Кулик считал, что движение метеорного тела, вызвавшего выпадение метеоритного дождя, было направлено с юго-востока на северо-запад. Исходя из довольно хорошей сохранности брагинских метеоритов, он считал, что падение произошло менее тысячелетия тому назад.